# 山田宗徧

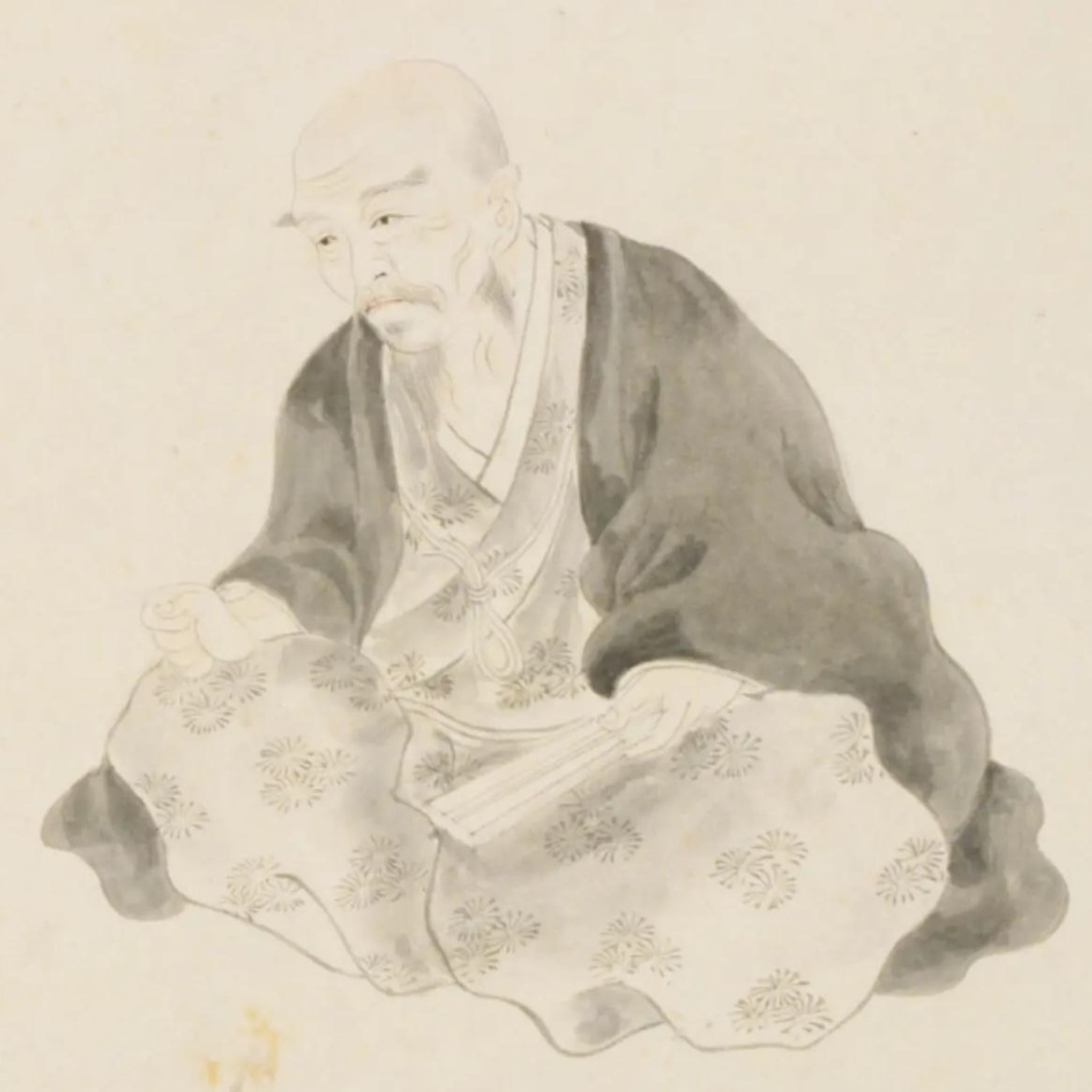
山田宗徧（『肖像集』）

山田 宗徧（やまだ そうへん、寛永4年（1627年） - 宝永5年4月2日（1708年5月21日））は、江戸時代前期の茶人。宗徧流茶道を興した。茶号は四方庵・不審庵・今日庵。

## 生涯
寛永4年（1627年）、東本願寺末寺である京都上京二本松長徳寺の住職・明覚（長徳寺四世）の子として長徳寺に生まれた。母は山田監物（松江藩主・堀尾忠晴重臣）の娘。僧名は周学（しゅうがく）。父から寺の住職職を継いだが、還俗して茶道を志すようになり、小堀遠州に入門。さらに正保元年（1644年）、18歳のときに千宗旦に弟子入りする。承保元年（1652年）、宗旦の皆伝を受け、京都郊外の鳴滝村三宝寺に茶室を建てた。このお祝いに宗旦から千利休の伝来の品である四方釜を譲られた。また大徳寺の翠巌和尚からも「四方庵」の茶号を贈られている。

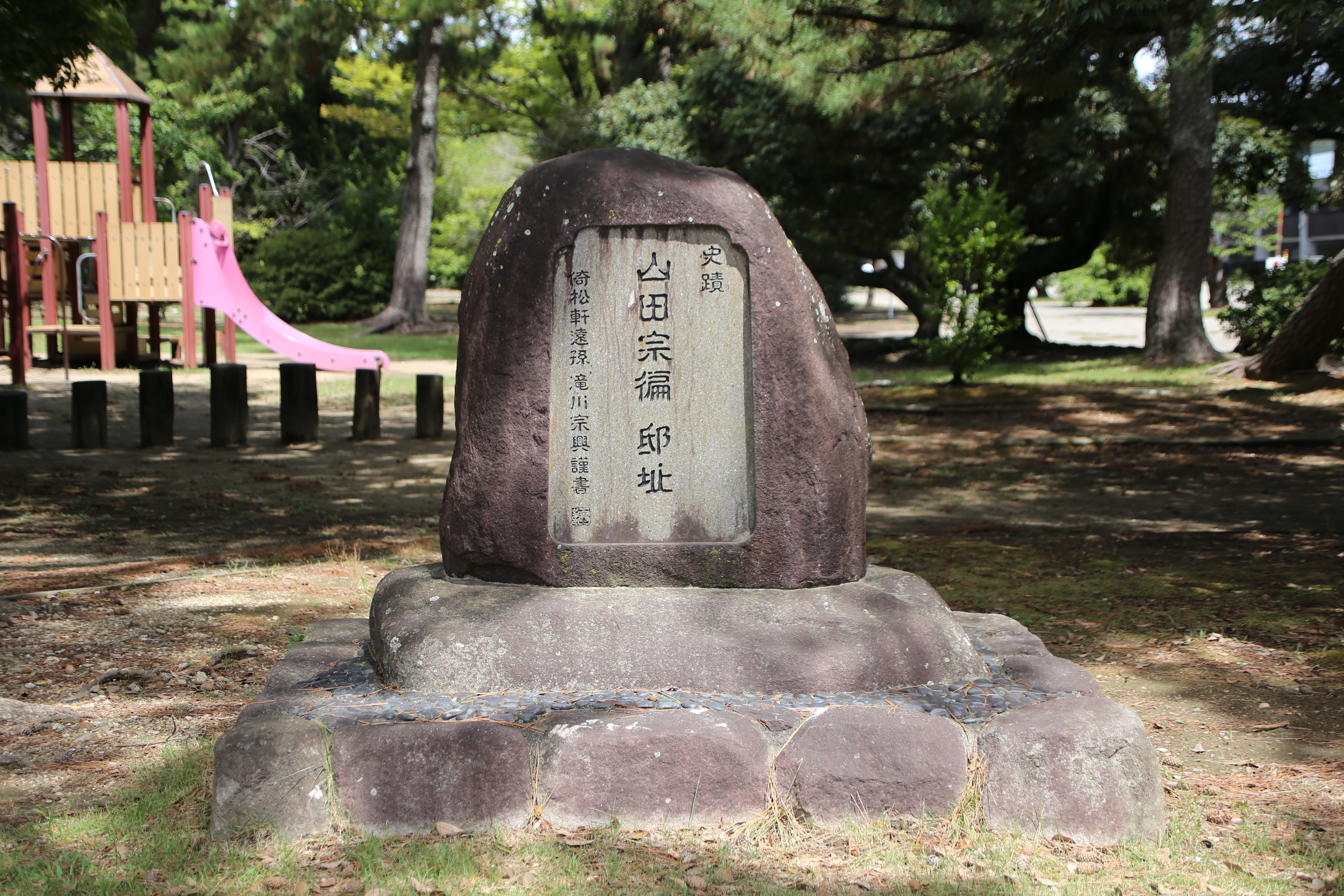
山田宗徧邸址碑（豊橋公園）

明暦元年（1655年）、千宗旦の推挙で三河国吉田藩（愛知県豊橋市）主・小笠原忠知に茶道をもって30石5人扶持（100石格）で仕えるようになった。また長徳寺を離れるにあたって、母方の姓・山田をとって｢山田宗徧家定｣と改名している。父の明覚も山田道玄と改名した。この時すでに晩年であった千宗旦には利休以来の庵号「不審庵」及び宗旦の庵号「今日庵」の使用を許されている。吉田で与えられた屋敷は今は豊橋公園（豊橋市今橋町）の一角となっている（現在、石碑が有る）。臨済寺（同市東田町）で参禅得道し、栽松庵を設けた。また、飯村（いむれ、同市飯村町）や小坂井（こざかい、豊川市小坂井町）に大名接待の茶屋を設立した。以降40年以上にわたり小笠原家に仕える。
元禄10年（1697年）、吉田小笠原家の職を二世宗引へ譲って吉田を去り、東海道を江戸に下り、本所に居を構える。宗徧流茶道を興した。赤穂事件の際には、本所に屋敷替えになった高家・吉良義央（義央も千宗旦の弟子の一人）から、しばしば吉良邸の茶会に招かれて出席している。
宝永5年4月2日（1708年5月21日）に江戸で死去。享年82。浅草本願寺中の願竜寺に葬られたが、遺言により墓石は建てていない。石灯竜と紅梅を残すも、前者は享保の大火で消失、後者は関東大震災で消失した。法名は不審庵周学宗徧居士。著書に『茶道便蒙抄』『茶道要録』などがある。
唯一の遺構とされる茶室「淇篆庵（きろくあん）」が愛知県岡崎市の明願寺にある。

## 遺品
- 小林平八郎宛書簡 - 山田宗徧と吉良家・小林央通との書簡集。宗徧の筆による発信の控えが宗徧流山田家に残る[4]。
- 茶器名物「山桜」 - 小林央通から宗徧に贈られた茶入。家宝として継承され、現在は十一世宗徧が所持。

## 創作・脚色
忠臣蔵では、脇屋新兵衛と変名した赤穂浪士の大高忠雄が宗徧に弟子入りし、宗徧から「12月14日に吉良邸で茶会」という情報を聞きだして、討ち入り日を決定した、とされる巷談が残る。山田宗徧は脇屋新兵衛の正体を知りながら、赤穂浪士達の無念を思いやってわざと吉良邸茶会の日を教えた、という設定になっている。
また、討ち入りに吉良邸に泊った宗徧も居合わせてしまい、茶器の名物「桂籠（花入）」を抱えて逃げ隠れる際に大高に襲撃され、その時の刀傷（隠れている処を突かれた為、槍傷だとする場合あり）が茶器に残った、などとする脚色もある。このストーリーでは大高は「桂籠」を奪い、潮田高教に持たせ泉岳寺に運び去っている。
しかし史実では、山田宗徧に大高が入門したという事実も、宗徧が茶会の日程を教えた史料も存在しない。宗徧は四十年の間、茶道指南として小笠原家に仕えていたが、当日の正客は吉良と昵懇の仲の小笠原長重であった。一歩間違えば主君の命も危なかったわけであり、現実的ではない。事件後、小笠原は赤穂義士の全員斬首を主張している。
宮澤誠一は、「宗徧による日程の漏洩説は大高に活躍の場を与えるための俗説」としてこれを退けている。

## 妻子
妻は生駒氏。三男一女であり、長男・宗倫は早世したが、次男・山田宗屋と三男・生駒権平宗俊は小笠原家に近習として仕えた。長女は吉田石塚大聖寺住職・清山に嫁ぎ、一男・永守を産んだとある。

## 登場する作品
- 赤穂浪士（1964年、NHK大河ドラマ　演：柳永二郎）
- 大忠臣蔵　(1971年、NET/三船プロ　演: 岡田英次)
- 赤穂城断絶（1978年、東映　演： 大滝秀治）
- 元禄繚乱（1999年、NHK大河ドラマ　演:松村達雄）